# Filippo Tiago Broers
Filippo Tiago Broers OFM (* 13. Juli 1916 in Oosterblokker, West-Friesland, Niederlande; † 26. März 1990 in Caravelas, Brasilien) war ein niederländischer Ordensgeistlicher und von 1963 bis 1983 römisch-katholischer Bischof von Caravelas.

## Leben
Filippo Tiago Broers trat 1936 dem Franziskanerorden bei und studierte in Brasilien. Am 4. April 1943 empfing er das Sakrament der Priesterweihe.
Am 2. Mai 1963 ernannte ihn Papst Johannes XXIII. zum ersten Bischof des im Vorjahr errichteten Bistums Caravelas im Bundesstaat Bahia. Die Bischofsweihe spendete ihm der Bischof von Teófilo Otoni, Quirino Adolfo Schmitz OFM, am 25. Juli desselben Jahres. Mitkonsekratoren waren der Bischof von Ilhéus, Caetano Antônio Lima dos Santos OFMCap, und der Bischof von Araçuaí, José Maria Pires.
Er nahm an der zweiten, dritten und vierten Sitzungsperiode des Zweiten Vatikanischen Konzils als Konzilsvater teil.
Papst Johannes Paul II. nahm am 18. April 1983 seinen vorzeitigen Rücktritt an. Mit gleichem Datum ernannte der Papst seinen Nachfolger Antônio Eliseu Zuqueto OFMCap und benannte die Diözese in Bistum Teixeira de Freitas-Caravelas um.